# Języki wakaskie

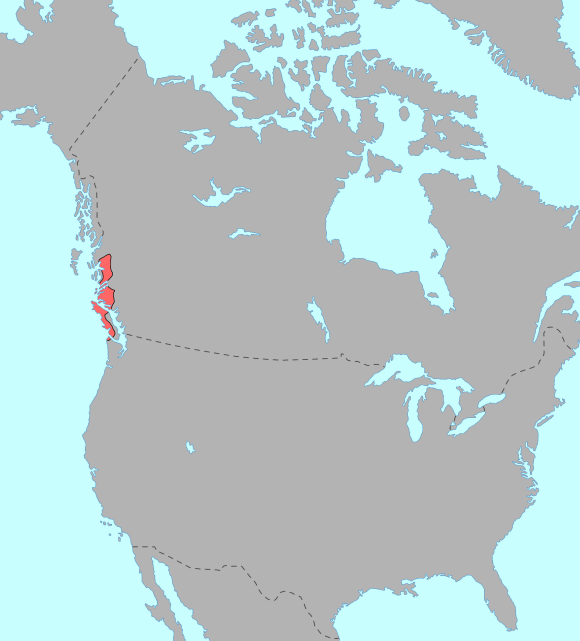
Zasięg języków wakaskich w Ameryce Północnej przed przybyciem Europejczyków

Języki wakaskie (wakaszańskie) – rodzina języków używanych przez rdzennych mieszkańców Kanady na zachodnim wybrzeżu w prowincji Kolumbia Brytyjska w rejonie wyspy Vancouver. Języki wakaskie charakteryzują się typowym wśród języków Wybrzeża Północno-Zachodniego występowaniem złożonych zbitek spółgłoskowych.

## Klasyfikacja[1]
| Grupy i języki                                  | Liczba mówiących | Kraje             |
| ----------------------------------------------- | ---------------- | ----------------- |
| Języki północnowakaskie (haisla-kwakiutlańskie) |                  |                   |
| haisla (kitlope, kwakiutl północny)             | 240              | Kanada            |
| Języki kwakiutlańskie                           |                  |                   |
| heiltsuk                                        | 66               | Kanada            |
| kwakiutl                                        | 255              | Kanada            |
| Języki południowowakaskie (nootkańskie)         |                  |                   |
| nitinat (ditidaht)                              | 7                | Kanada            |
| makah                                           | 0                | Stany Zjednoczone |
| nootka (nutka)                                  | 130              | Kanada            |